# طاجين الزيتون الجزائري

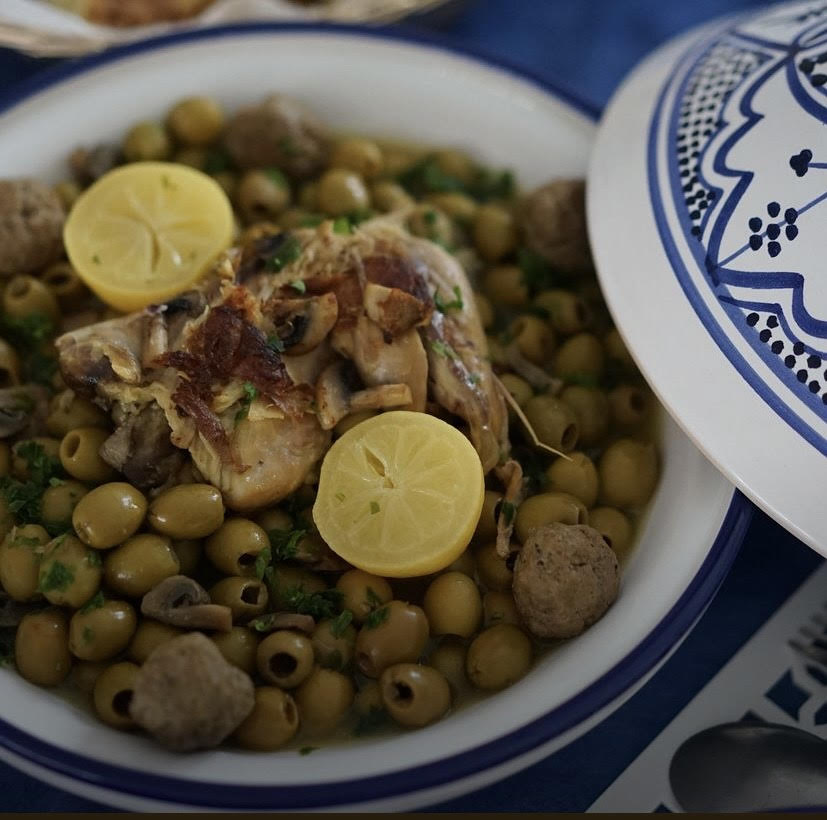
طاجين جزائري بالدجاج والكفتة والزيتون.

طاجين الزيتون أو طاجين زيتون هو حساء جزائري تقليدي من مدينة الجزائر العاصمة .   تسمي على اسم الوعاء الفخاري الذي يُطهى فيه، وهو وعاء الطاجين . غالبًا ما يُطلق على هذا الطبق اسم "دجاج بالزيتون" إذا تم تحضيره باستخدام الدجاج، وهو الخيار الأكثر شيوعًا. ومع ذلك، يُطلق عليه عمومًا اسم "طاجين الزيتون" لأن الزيتون هو المكون الأساسي في الوصفة، ويمكن طهيه مع أي نوع من اللحوم. عادة ما يتضمن طاجين الزيتون لحم الضأن أو الديك الرومي أو الدجاج والزيتون كمكونات رئيسية، وغالبًا ما يضاف إليه مزيج من البصل، والجزر، والفطر أو غيرها من الخضروات. كما يُتبّل عادةً بالزعتر، وأوراق الغار، وعصير الليمون، والزعفران أو الكركم.
في مدينة قسنطينة بالجزائر، يمكن أن يتكون هذا الطبق من الدجاج أو لسان البقر مطبوخاً مع الزيتون والفطر فقط، أو من كرات اللحم المفتتة والمطهية في صلصة مع الفطر والزيتون.  